# タイタス・アレクサンダー
タイタス・ヒメネス（Titus Jimenez, 2000年9月27日 - ）は、アメリカ合衆国カリフォルニア州サクラメント出身のプロレスラー。現在はタイタス・アレクサンダー（Titus Alexander）のリングネームで活動。

## 経歴

### キャリア初期
2018年にデビューし、オール・プロレスリングなどに参戦した。
2019年6月11日、WWEの205 Liveに登場。無名の覆面ジョバーとしてタッグマッチでザ・シン・ブラザーズと対戦し、敗れた。
2023年8月23日にはプロレスリング・ゲリラ主催の興業でジョン・モクスリーと対戦し、敗れた。11月10日にはAEWコリジョンにてパワーハウス・ホブスと対戦し敗れた。

### ZERO1
2023年後半から日本での活動を開始。11月23日にZERO1へ参戦した。また、マーベラスでは男女混合タッグマッチを行い、12月28日にアルファゾ、桃野美桜と組んで永島千佳世、彩羽匠、ビニー・マサロに勝利した。

### プロレスリング・ノア
2023年11月13日にプロレスリング・ノアへ初登場。タッグマッチでHAYATAと組み、小峠篤司、TERRY YAKIに勝利した。
2024年1月17日のPPV『NOAH SUNNY VOYAGE』ではメインイベントでジャック・モリスの持つGHCナショナル王座に挑戦したが、敗れた。

## 獲得タイトル
オール・プロレスリング
- ヤングライオンズカップ優勝：1回（2019年）

プレステイジ・レスリング
- プレステイジ王座：1回

POW! レスリング
- POW! 王座：1回

ウェストコースト・プロレスリング
- ウェストコースト・プロレスリング・ヘビー級王座：1回
- ウェストコースト・カップ優勝：1回（2022年）

プロレスリング・イラストレーテッド
- 現役プロレスラーTop500：152位（2023年）